# Vivre en paix
Pour plus de détails, voir Fiche technique et Distribution.
Vivre en paix (Vivere in pace) est un film italien néoréaliste de Luigi Zampa, réalisé en 1947. Ce film a reçu au Festival mondial du Film et des Beaux-Arts de Belgique, Bruxelles en 1947 le premier prix de l'OCIC (l'Office Catholique international du Cinéma) comme étant parmi les films présentés au festival, l’œuvre cinématographique la plus capable de contribuer au relèvement spirituel et moral de l’humanité. Le jury de l'OCIC a été composé par Charles Reinert (Suisse), Léo Lunders O.P. (Belgique), Diego Fabbri (Italie), Luis de Zulueta (Espagne), André Ruszkowski (France), Roger Stengel (Belgique). 

## Synopsis
En 1944, dans un village italien qui pourrait s'imaginer épargné par la guerre, un fermier, l'oncle Tigna, héberge en cachette deux soldats américains. L'un d'eux, un Noir, est grièvement blessé. Un médecin soignera le blessé. Bientôt rétabli, le G. I. fait la fête, mais le seul Allemand du village, un caporal en faction, arrive à l'improviste chez l'oncle Tigna. En dépit des précautions prises par les villageois, les deux hommes finissent par se retrouver face-à-face. Totalement éméchés, les soldats ennemis fraternisent. Les habitants de la petite commune croient la guerre finie et la paix installée. Mais une patrouille allemande arrive juste avant la venue imminente des Américains et l'oncle Tigna sera abattu.

## Fiche technique
- Titre : Vivre en paix
- Titre original : Vivere in pace
- Réalisation : Luigi Zampa
- Scénario : Suso Cecchi D'Amico, Aldo Fabrizi, Piero Tellini, Luigi Zampa
- Photographie : Carlo Montuori, noir et blanc
- Musique : Nino Rota
- Production : Lux Films (Clemente Fracassi, Carlo Ponti)
- Durée : 90 min
- Genre : Comédie dramatique et guerre
- Pays d'origine :  Italie
- Année de réalisation : 1947
- Date de sortie :
  - France :  11 septembre 1947
- Affiche : Duccio Marvasi (France)

## Distribution
- Aldo Fabrizi : l'oncle Tigna
- Gar Moore : Ronald
- John Kitzmiller : Joe
- Heinrich Bode : Hans
- Mirella Monti : Silvia
- Ave Ninchi : Corinna
- Ernesto Almirante : le grand-père

## Distinctions
- Festival mondial du film et des beaux-arts de Belgique, Bruxelles : 1947 Prix OCIC : Ce film comme étant parmi les films présentés au festival, l’œuvre cinématographique la plus capable de contribuer au relèvement spirituel et moral de l’humanité.